# Bulbophyllum cipoense
Bulbophyllum cipoense är en orkidéart som beskrevs av Eduardo Leite Borba och João Semir. Bulbophyllum cipoense ingår i släktet Bulbophyllum och familjen orkidéer. Inga underarter finns listade i Catalogue of Life.